# Toana anomosema
Toana anomosema är en fjärilsart som beskrevs av Turner 1945. Toana anomosema ingår i släktet Toana och familjen nattflyn. Inga underarter finns listade i Catalogue of Life.